# Itaboca
Itaboca é um distrito do município brasileiro de Santa Rita de Jacutinga, no interior do estado de Minas Gerais. Segundo o censo demográfico de 2022, realizado pelo Instituto Brasileiro de Geografia e Estatística (IBGE), sua população era de 290 habitantes e havia 122 domicílios particulares permanentes ocupados. Possui área de 189,08 km² conforme a Fundação João Pinheiro (FJP).
De acordo com o IBGE, em 2010 a população era de 423 habitantes e havia 263 domicílios particulares.
Foi criado pela lei estadual nº 1.058 de 31 de dezembro de 1943, juntamente à emancipação de Santa Rita de Jacutinga, tendo sua denominação origens indígenas.